# Czerwin (gmina)
Pour les articles homonymes, voir Czerwin.
Czerwin est une gmina rurale (gmina wiejska) de la powiat d'Ostrołęka, dans la Voïvodie de Mazovie, dans le centre-est de la Pologne.
Son siège administratif (chef-lieu) est le village de Czerwin, qui se situe environ 19 kilomètres au sud-est d'Ostrołęka (siège de la powiat) et 96 kilomètres au nord-est de Varsovie (capitale de la Pologne).
La gmina couvre une superficie de 171,13 km2 pour une population de 5 265 habitants en 2006.

## Histoire
De 1975 à 1998, la gmina est attachée administrativement à la voïvodie d'Ostrołęka.

Depuis 1999, elle fait partie de la voïvodie de Mazovie.

## Géographie
La gmina de Czerwin inclut les villages et localités de :

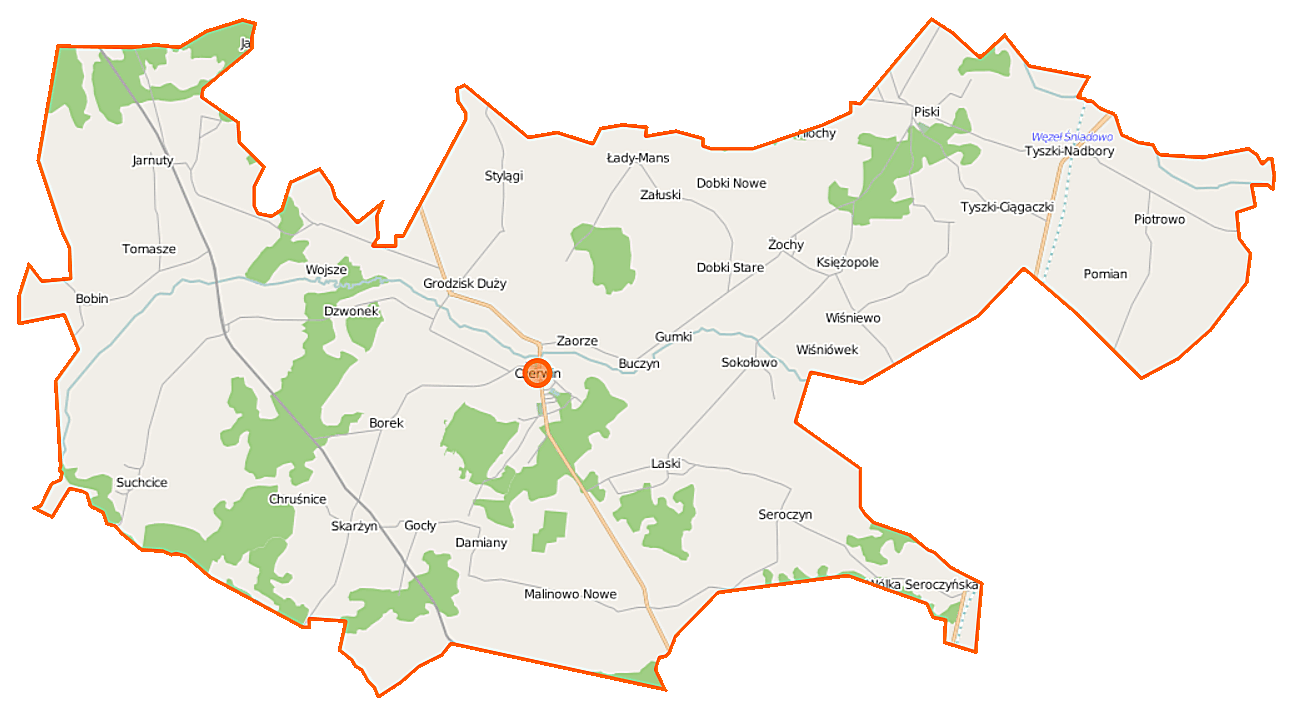
Plan de la gmina

- Andrzejki-Tyszki
- Bobin
- Borek
- Buczyn
- Choromany-Witnice
- Chruśnice
- Czerwin
- Dąbek
- Damiany
- Dzwonek
- Filochy
- Gocły
- Grodzisk Duży
- Grodzisk-Wieś
- Gumki
- Janki Młode
- Jarnuty
- Księżopole
- Łady-Mans
- Laski Szlacheckie
- Laski Włościańskie
- Nowe Dobki
- Nowe Malinowo
- Piotrowo
- Piski
- Pomian
- Seroczyn
- Skarżyn
- Sokołowo
- Stare Dobki
- Stare Malinowo
- Stylągi
- Suchcice
- Tomasze
- Tyszki-Ciągaczki
- Tyszki-Gostery
- Tyszki-Nadbory
- Wiśniewo
- Wiśniówek
- Wojsze
- Wólka Czerwińska
- Wólka Seroczyńska
- Załuski
- Zaorze
- Żochy

### Gminy voisines
La gmina de Czerwin est voisine des gminy suivantes :
- Goworowo
- Ostrów Mazowiecka
- Rzekuń
- Śniadowo
- Stary Lubotyń
- Troszyn
- Wąsewo

## Structure du terrain
D'après les données de 2002, la superficie de la commune de Czerwin est de 171,13 km2, répartis comme tel :
- terres agricoles : 77 %
- forêts : 15 %

La commune représente 8,15 % de la superficie du powiat.

## Démographie
Données du 30 juin 2004 :
| Description        | Total  | Total | Femmes | Femmes | Hommes | Hommes |
| ------------------ | ------ | ----- | ------ | ------ | ------ | ------ |
| Unité              | Nombre | %     | Nombre | %      | Nombre | %      |
| Population         | 5 342  | 100   | 2 677  | 50,1   | 2 665  | 49,9   |
| Densité (hab./km²) | 31,2   | 31,2  | 15,6   | 15,6   | 15,6   | 15,6   |